# Sindaci di Beinasco
Lista dei sindaci di Beinasco dal 1660 ad oggi.

## Sindaci di Beinasco

### Sindaci dal 1660 al 1799
- 1660 Ludovico Romano, Chiaffredo Maritano
- 1661-1662 Giovanni Fornaso, Matheo Brero
- 1663 Giovanni Fornaso, Ludovico Romano
- 1664 Giovanni Fornaso, Matteo Brero
- 1664-1665 Ludovico Romano, Matteo Brero
- 1666 Gio Angelo Sinaglia, Giovanni Fonda
- 1667 Ferraglio, Giovanni Fonda
- 1668-1669 Alessandro Botta, Giuseppe Pandino
- 1670 Alessandro Botta, Giovanni Fonda
- 1671-1674 Carlo Bartolomeo Robbio, Giovanni Fonda
- 1675-1681 sconosciuto
- 1682-1684 Giovanni Panetto
- 1684-1690 Giovanni Fonda
- 1691-1694 sconosciuto
- 1695 Giovanni Fonda
- 1695-1699 Giacobino Fornace
- 1700 sconosciuto
- 1701 Giacobino Fornace
- 1702 sconosciuto
- 1703 Michel Antonio Grimaldo
- 1703-1704 Giuseppe Coraggioso
- 1704-1708 Giovanni Battista Ferrero
- 1708-1709 Giacobino Fornace
- 1709-1711 Giuseppe Ferrero
- 1712 Giovanni Battista Brero, Bartolomeo Fana
- 1713-1719 sconosciuto
- 1719-1720 Antonio Caire, Giovanni Fornace
- 1720-1721 Antonio Caire, Agostino Vattano
- 1722 Agostino Vattano
- 1722-1724 Carlo Bertone
- 1724 Carlo Bertone, Michele Fornace
- 1725-1726 Giovanni Fornace, Giovanni Ferrero
- 1727 Giuseppe Riorda, Giovanni Domenico Fornace
- 1728-1750 sconosciuto
- 1751-1752 Antonio Monistarolo
- 1752-1753 Tommaso Fornace
- 1753-1754 Lorenzo Monistarolo
- 1754-1755 Giuseppe Boravicchio
- 1755-1756 Giovanni Battista Monistarolo
- 1756-1757 Pietro Ferrero
- 1757-1758 Giuseppe Ruà
- 1758-1759 Michele Boravicchio
- 1759-1760 Giuseppe Ferrero
- 1760-1761 Filippo Fornace
- 1761-1762 Giovanni Battista Fornace
- 1762-1763 Giuseppe Boravicchio
- 1763-1764 Giovanni Lellio Monestarolo
- 1764-1765 Antonio Monestarolo
- 1765-1766 Francesco Fornace
- 1766-1767 Giovanni Fornace
- 1767-1768 Michele Boravicchio
- 1768-1769 Giuseppe Monestarolo
- 1769-1770 Francesco Fornace
- 1770-1771 Michele Boravicchio
- 1771-1772 Giovanni Battista Ferrero
- 1772-1773 Giovanni Battista Fornace
- 1773-1774 Bartolomeo Fornace
- 1774-1775 Costanzo Landi
- 1775-1776 Giuseppe Fornaso
- 1776-1777 Filippo Fornaso
- 1777-1778 Antonio Monestarolo
- 1778-1779 Giacomo Grosso
- 1779-1780 Michele Boravicchio
- 1780-1781 Francesco Fornaso
- 1781-1782 Costanzo Landi
- 1782-1783 Francesco Fornaso
- 1783-1784 Giovanni Battista Fornaso
- 1784-1785 Giacomo Grosso
- 1785-1786 Giuseppe Fornaso
- 1786-1787 Filippo Fornaso
- 1787-1788 Giovanni Battista Vaschetto
- 1788-1789 Giorgio Genero
- 1789-1790 Francesco Fornaso
- 1790-1791 Giovanni Battista Fornaso
- 1791-1799 sconosciuto

### Sindaci dal 1800 al 1925
- 1800 Carlo Monasterolo
- 1801-1820 sconosciuto
- 1820-1823 Gioachino Fornas
- 1823-1924 sconosciuto
- 1825 Gioachino Fornas
- 1825-1827 Matteo Martini
- 1827-1831 Gioachino Fornas
- 1831-1834 Carlo Monasterolo
- 1835-1840 Matteo Martini
- 1841-1845 Carlo Monasterolo
- 1846-1848 Francesco Fornas
- 1849-1856 Silvestro Monticelli
- 1857-1859 Emilio Gromis conte di Trana
- 1860-1862 Giuseppe Martini
- 1862-1867 Emilio Gromis conte di Trana
- 1868-1882 Valentino Tossi
- 1883-1905 Gioacchino Fornas
- 1905-1920 Andrea Tossi
- 1920-1925 Giuseppe Ronco

### Podestà e Commissari Prefettizi dal 1926 al 1944
| Periodo | Periodo | Primo cittadino        | Partito | Carica      | Note |
| ------- | ------- | ---------------------- | ------- | ----------- | ---- |
| 1926    | 1926    | Ugo Aliberti           |         | Commissario |      |
| 1926    | 1931    | Michele Monasterolo    |         | Podestà     |      |
| 1932    | 1934    | Leonardo Martini       |         | Podestà     |      |
| 1934    | 1936    | Cesare Monino          |         | Podestà     |      |
| 1936    | 1936    | Isidoro Battaglia      |         | Podestà     |      |
| 1937    | 1939    | Giorgio Florio         |         | Podestà     |      |
| 1939    | 1940    | Giuseppe Schiapparelli |         | Podestà     |      |
| 1940    | 1940    | Giuseppe Mainardi      |         | Commissario |      |
| 1940    | 1940    | Carmelo Leotta         |         | Commissario |      |
| 1941    | 1941    | Ernesto Montemurri     |         | Commissario |      |
| 1942    | 1942    | Vito Mercadante        |         | Commissario |      |
| 1942    | 1944    | Bartolomeo Ronco       |         | Commissario |      |
| 1944    | 1944    | Giuseppe Schiapparelli |         | Podestà     |      |
| 1944    | 1944    | Lorenzo Peretto        |         | Commissario |      |

### Sindaci dal 1945 ad oggi
| Periodo           | Periodo           | Primo cittadino       | Partito                                                                                          | Carica                  | Note |
| ----------------- | ----------------- | --------------------- | ------------------------------------------------------------------------------------------------ | ----------------------- | ---- |
| 18 maggio 1945    | 10 giugno 1945    | Michele Monasterolo   |                                                                                                  | Sindaco                 |      |
| 11 giugno 1945    | 28 settembre 1945 | Giovanni Ferrero      |                                                                                                  | Sindaco                 |      |
| 29 settembre 1945 | 1946              | Michele Monasterolo   |                                                                                                  | Sindaco                 |      |
| 1946              | 1956              | Rinaldo Bolfo         | Partito Comunista Italiano (PCI) - Partito Socialista Italiano (PSI)                             | Sindaco                 |      |
| 1956              | 1959              | Alfredo Taborelli     | Democrazia Cristiana (DC)                                                                        | Sindaco                 |      |
| 1959              | 1960              | Domenica Dora Ostengo | Democrazia Cristiana (DC)                                                                        | Sindaco                 |      |
| 1960              | 1975              | Giovanni Ferrero      | Partito Comunista Italiano (PCI) - Partito Socialista Italiano (PSI)                             | Sindaco                 |      |
| 1975              | 1987              | Natale Aimetti        | Partito Comunista Italiano (PCI) - Partito Socialista Italiano (PSI)                             | Sindaco                 |      |
| 1987              | 1988              | Pier Giorgio Bio      | Democrazia Cristiana (DC) - Partito Comunista Italiano (PCI) - Partito Socialista Italiano (PSI) | Sindaco                 |      |
| 1988              | 1990              | Michele Camino        | Democrazia Cristiana (DC) - Partito Comunista Italiano (PCI) - Partito Socialista Italiano (PSI) | Sindaco                 |      |
| 1990              | 13 giugno 1999    | Giuseppe Massimino    | coalizione di centro-sinistra                                                                    | Sindaco                 |      |
| 14 giugno 1999    | 7 giugno 2009     | Gilberto Giuffrida    | coalizione di centro-sinistra                                                                    | Sindaco                 |      |
| 8 giugno 2009     | 9 giugno 2019     | Maurizio Piazza       | coalizione di centro-sinistra                                                                    | Sindaco                 |      |
| 9 giugno 2019     | 30 luglio 2020    | Antonella Gualchi     | centrosinistra                                                                                   | Sindaco                 |      |
| 30 luglio 2020    | 18 ottobre 2021   | Giovanna Vilasi       | Commissario Prefettizio                                                                          | commissario prefettizio |      |
| 18 ottobre 2021   | in carica         | Daniel Cannati        | centrodestra                                                                                     | Sindaco                 |      |